# Fritz Ekelund
Fritz Ekelund, född den 15 mars 1888 i Toarps församling, Älvsborgs län, död den 11 mars 1973 i Göteborg, var en svensk militär.
Ekelund avlade studentexamen i Skara 1909. Han blev underlöjtnant vid Skaraborgs regemente 1911, löjtnant där 1916 och kapten där 1926. Ekelund var militärassistent i Kungliga järnvägsstyrelsen och vid enskilda järnvägar 1925–1930. Han blev major vid regementet 1935, överstelöjtnant vid III. arméfördelningen 1939 och i reserrven 1942. Ekelund befordrades till överste sistnämnda år och var befälhavare i Halmstads försvarsområde 1942–1948. Han blev riddare av Svärdsorden 1932 och av Nordstjärneorden 1946.